# Gunung Simpangpete
Gunung Simpangpete är ett berg i Indonesien.   Det ligger i provinsen Aceh, i den västra delen av landet, 1 600 km nordväst om huvudstaden Jakarta. Toppen på Gunung Simpangpete är 459 meter över havet, eller 78 meter över den omgivande terrängen. Bredden vid basen är 1,2 km.
Terrängen runt Gunung Simpangpete är varierad.Runt Gunung Simpangpete är det glesbefolkat, med 9 invånare per kvadratkilometer. I omgivningarna runt Gunung Simpangpete växer i huvudsak städsegrön lövskog.